# Marineviertel

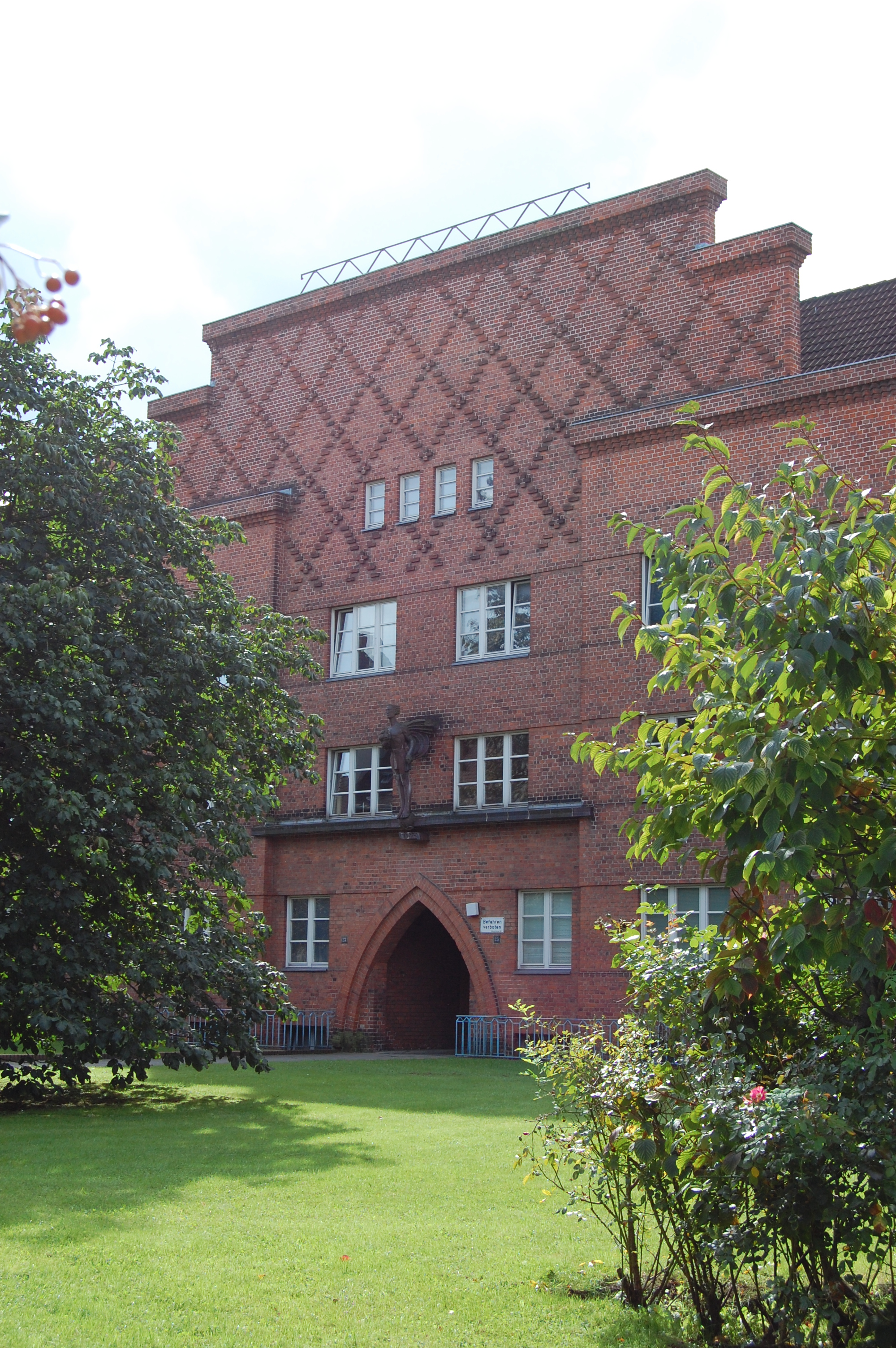
Torhaus Fichtestraße 25

Das Marineviertel (auch: Marinesiedlung) ist ein Wohngebiet in Kiel, welches sich zwischen Eduard-Adler-Straße im Norden, Westring und Niebuhrstraße im Westen, Hardenbergstraße im Süden sowie Projensdorfer und Holtenauer Straße im Osten in den Stadtteilen Wik und Ravensberg befindet. Es besteht aus Häusern, die größtenteils in den Jahren zwischen 1926 und 1933 erbaut wurden.
Von 1925 bis 1930 wurden so auch Siedlungshäuser in der Schill-, Fichte-, Kleist-. Hardenberg- und Niebuhrstraße errichtet. Die Bauleitung übernahm dabei Walter Kelm (1883–1954), Sohn des Marinearchitekten Adalbert Kelm (bekannt für die Marineschule Mürwik). Wobei der Siedlungsbestand Niebuhrstraße / Kleiststraße wohl auch fälschlich hin und wieder dem Vater Adalbert Kelm zugeschrieben wird. Die Bewohner des Viertels waren ursprünglich ausschließlich Marineangehörige und deren Familien. Die Häuser- und Wohnungsausstattungen unterscheiden sich und wurden entsprechend dem jeweiligen Dienstgrad vergeben. Die Besonderheit für die damalige Zeit sind die großzügigen Innenhöfe, die Loggien, die Torbögen und Offenheit des Gesamtkonzepts. Die Hälfte des Viertels steht unter Denkmalschutz. Verziert wurden die Fassaden mit Schmuckelementen der Kieler Kunst-Keramik-Gruppe u. a. von Alwin Blaue. Ein prägnantes Element ist der sog. Windgott von Fritz Theilmann, der über dem Torbogen in der Fichtestraße thront. Theilmann kam im Übrigen auch in der zeitgleich entstandenen Marinesiedlung in Flensburg-Mürwik zum Einsatz, die wie das Kieler Marineviertel aus rotem Backstein errichtet wurde und einige bauliche Ähnlichkeiten aufweist.
Heute ist noch ein Teil der Häuser des Viertels im Besitz des Staates und wird durch die Bundesanstalt für Immobilienaufgaben verwaltet und betreut. Der andere Teil wird von einer zivilen Wohnungsbaugesellschaft vermietet.